# Aixaphis
Genre
Aixaphis est un genre fossile d'insectes hémiptères de la famille des Aphididae. L'espèce type et seule espèce est Aixaphis oligocenica (Théobald, 1937), et en 2022, ce genre est resté monotypique.

## Présentation

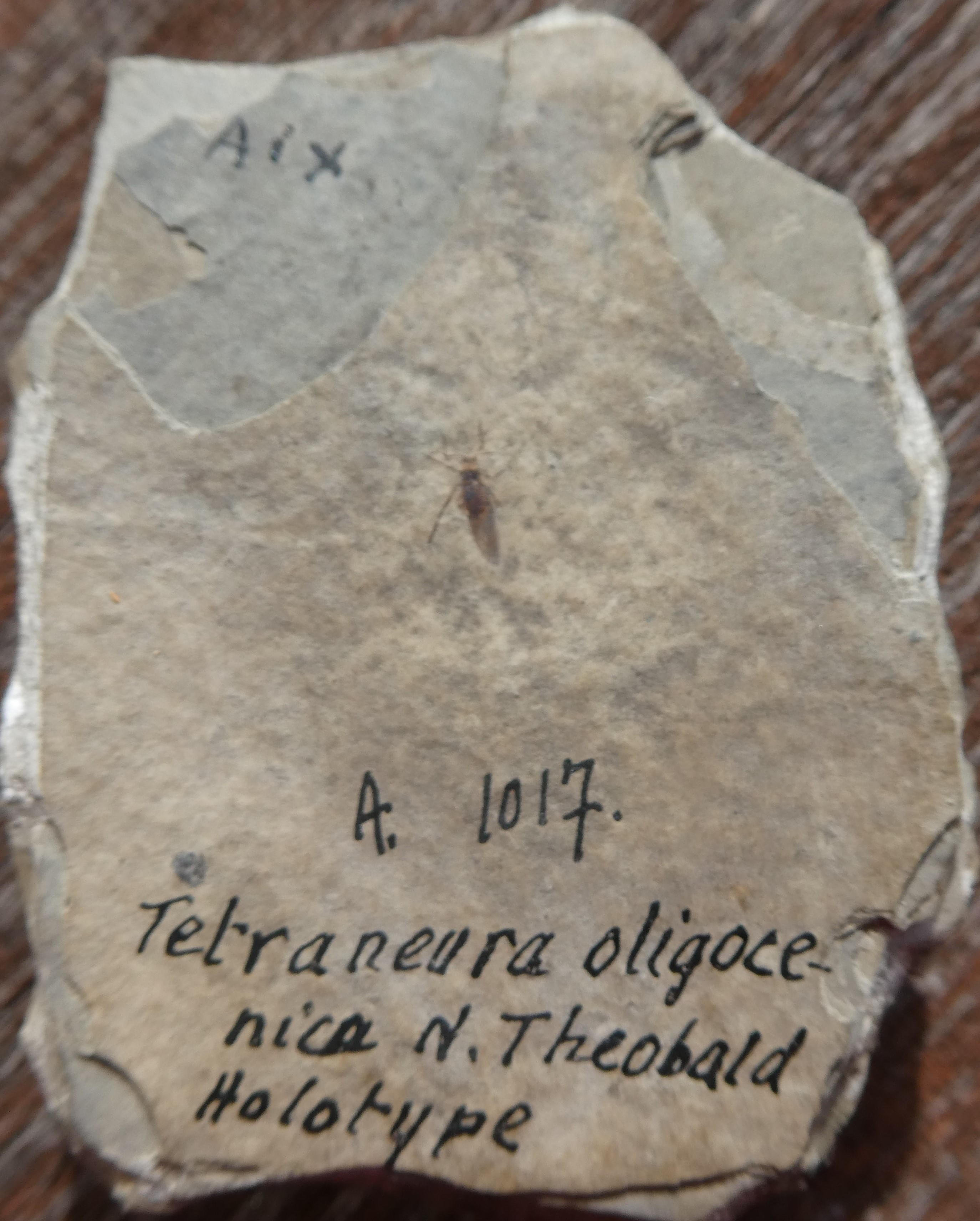
Tetraneura (Aixaphis) oligocenica N. THEOBALD 1937. Photo de l'empreinte par Mireille Darmois-Théobald.

L'espèce Aixaphis oligocenica a été décrite en 1937 par Théobald sous le protonyme Tetraneura oligocenica,. L'holotype A 1017 vient de la collection personnelle de Nicolas Théobald. 
L'échantillon fut prêté en 1968-1969 par le paléontologue français à l'entomologiste danois Ole Engel Heie (1926-2019). Ce dernier reconnut alors l'holotype comme un nouveau genre en 1970.